# Sarcocornia perennis subsp. perennis
Sarcocornia perennis subsp. perennis é uma subespécie de planta com flor pertencente à família Chenopodiaceae. 
A autoridade científica da subespécie é (Mill.) A.J. Scott, tendo sido publicada em Bot. J. Linn. Soc. 75: 367 (1978).

## Portugal
Trata-se de uma subespécie presente no território português, nomeadamente em Portugal Continental.
Em termos de naturalidade é nativa da região atrás indicada.

## Protecção
Não se encontra protegida por legislação portuguesa ou da Comunidade Europeia.